# Negreira

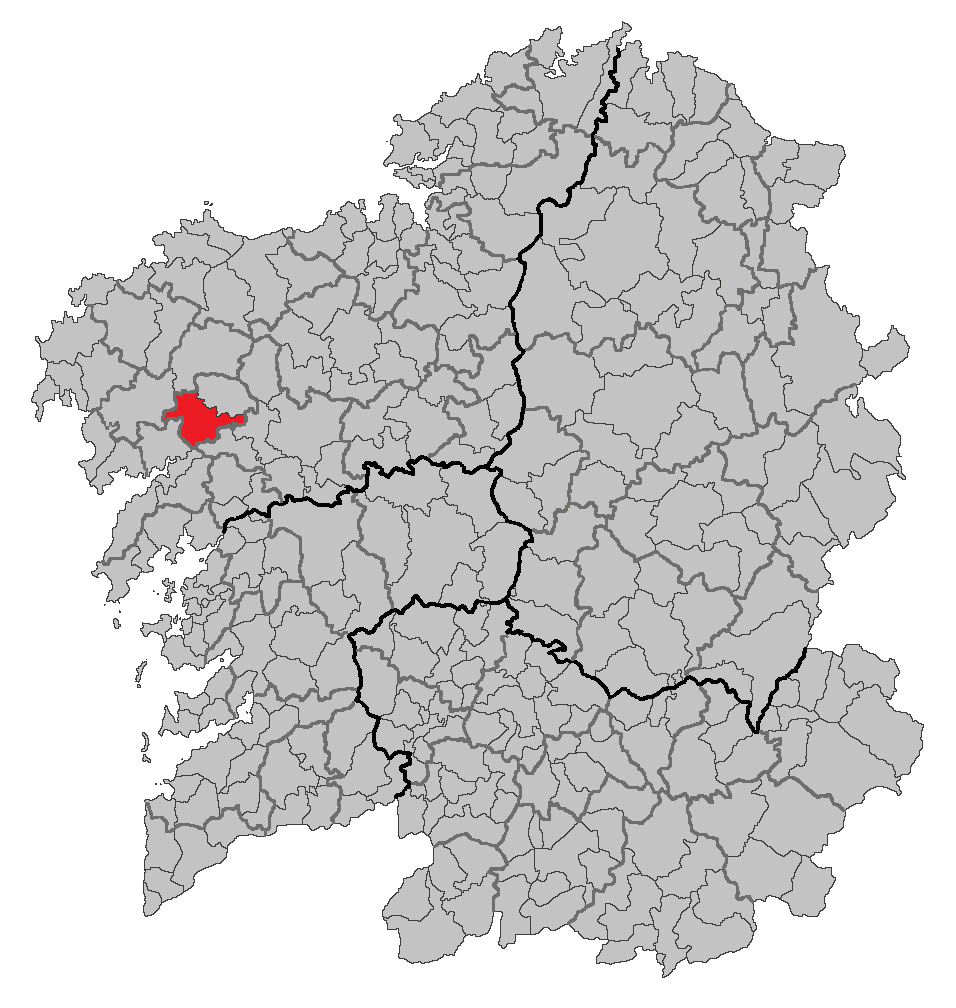
Localização de Negreira

Negreira é um município da Espanha na província 
da Corunha, 
comunidade autónoma da Galiza, de área 115,72 km² com 
população de 6497 habitantes (2004) e densidade populacional de 56,14 hab/km².
Pertence à Comarca da Barcala.
População en 2004: 6.497 pessoas segundo o Padrão municipal de habitantes  (6.529 en 2003).

## Lugares de Negreira
Para uma lista completa de todos os lugares do concelho de Negreira veja: Lugares de Negreira.

## Demografia
| Variação demográfica do município entre 1991 e 2004 | Variação demográfica do município entre 1991 e 2004 | Variação demográfica do município entre 1991 e 2004 | Variação demográfica do município entre 1991 e 2004 |
| --------------------------------------------------- | --------------------------------------------------- | --------------------------------------------------- | --------------------------------------------------- |
| 2004                                                | 2001                                                | 1996                                                | 1991                                                |
| 6497                                                | 6592                                                | 6707                                                | 6679                                                |